# 오스트레일리아의 선거
오스트레일리아의 선거에 관한 내용이다.
오스트레일리아에서는 연방 의회, 각 주 및 준주 의회, 그리고 지방 정부 의회를 선출하기 위해 정기적으로 선거가 실시된다. 모든 관할 구역의 선거는 유사한 원칙을 따르지만, 각 관할 구역 간에는 약간의 차이가 있다. 오스트레일리아 의회 선거는 전국적으로 동일한 연방 선거 제도에 따라 치러지며, 주 및 준주 의회 선거는 각 주 및 준주 선거 제도에 따라 치러진다. 선거일은 항상 토요일이지만, 선거일 전에는 사전 투표가 허용된다.
오스트레일리아 헌법 제1장 제4부는 투표 자격 및 연방 오스트레일리아 의회 선거에 대해 간략하게 다루고 있다. 선거 실시 방식에 대한 규정은 없지만, 선거 운동 및 관련 정치 광고에는 일부 규정이 적용된다. 정당과 정당 등록에 대한 공적 자금 지원은 1983년에 도입되었다.
연방 및 각 주와 테리토리 의회 선거는 18세 이상의 오스트레일리아 시민에게 의무적이다. 투표는 거의 전적으로 종이 투표용지를 사용하여 진행된다. 비공식 투표는 일반적으로 큰 의미를 갖지 않지만, 당나귀 투표가 더 흔하며, 이는 경합 의석에서 결정적인 영향을 미칠 수 있다.